# Casa Schumann
La Casa Schumann (in tedesco Schumann-Haus) è l'antica casa di Robert e Clara Schumann a Lipsia in Germania, che trascorsero qui i loro primi quattro anni di matrimonio. Si trova in Inselstraße 18 nel quartiere Graphisches Viertel, a est del centro città. Contiene un museo, una piccola sala da concerto e la scuola elementare non statale Clara Schumann. La casa è un edificio storico tutelato.

## Storia
La Casa Schumann fu costruita nel 1838 da Friedrich August Scheidel in stile neoclassicista e allora si trovava ancora in Inselstraße 5. L'edificio a tre piani, rigorosamente simmetrico, ha cinque assi di finestre in entrambe le ali e nel avancorpo centrale, che è strutturata da colossali lesene con balcone al primo piano.
Il 16 luglio 1840 la famiglia Schumann vi affittò un appartamento, nel quale visse fino al 1844. In questa casa Robert Schumann scrisse un gran numero di articoli per la Neue Zeitschrift für Musik, da lui fondata nel 1834. Qui scrisse anche la sua prima sinfonia, intitolata Frühlingssinfonie, ed il quintetto per pianoforte e archi.
La casa rimase in gran parte intatta durante la seconda guerra mondiale, ma durante l'era della RDT l'edificio cadde in rovina, sebbene negli anni '70 fosse classificato monumento storico. Nel 1999 l'edificio è stato acquistato dal gruppo Rahn Dittrich e ristrutturato secondo le norme edilizie tutelate.

## Utilizzo oggi
Il Museo Schumann si trova nell'ex appartamento degli Schumann, gestito dall'Associazione Robert e Clara Schumann di Lipsia (in tedesco Robert-und-Clara-Schumann Verein). L'associazione è stata fondata nel 1995 e si è posta il compito di preservare l'eredità della famiglia di musicisti di Lipsia.
La sala da concerto, dove andavano e venivano personaggi come Felix Mendelssohn Bartholdy, Franz Liszt, Richard Wagner, Hector Berlioz e Hans Christian Andersen, è disponibile per concerti, letture e dibattiti. La casa è una tappa del percorso pedonale dell'iniziativa UNESCO Passeggiata della Musica a Lipsia (in tedesco Leipziger Notenspur). Una delle opere più importanti del museo è uno strumento del compositore e artista sonoro Erwin Stache (*1960).
Nei restanti locali è ospitata la scuola elementare Clara Schumann, che ha un profilo artistico e musicale, con particolare attenzione ai personaggi illustri della casa.
In occasione del 200° compleanno di Clara Schumann, la Casa Schumann di Lipsia ha aperto nel 2019 una mostra permanente rinnovata e ampliata.

## Galleria di immagini

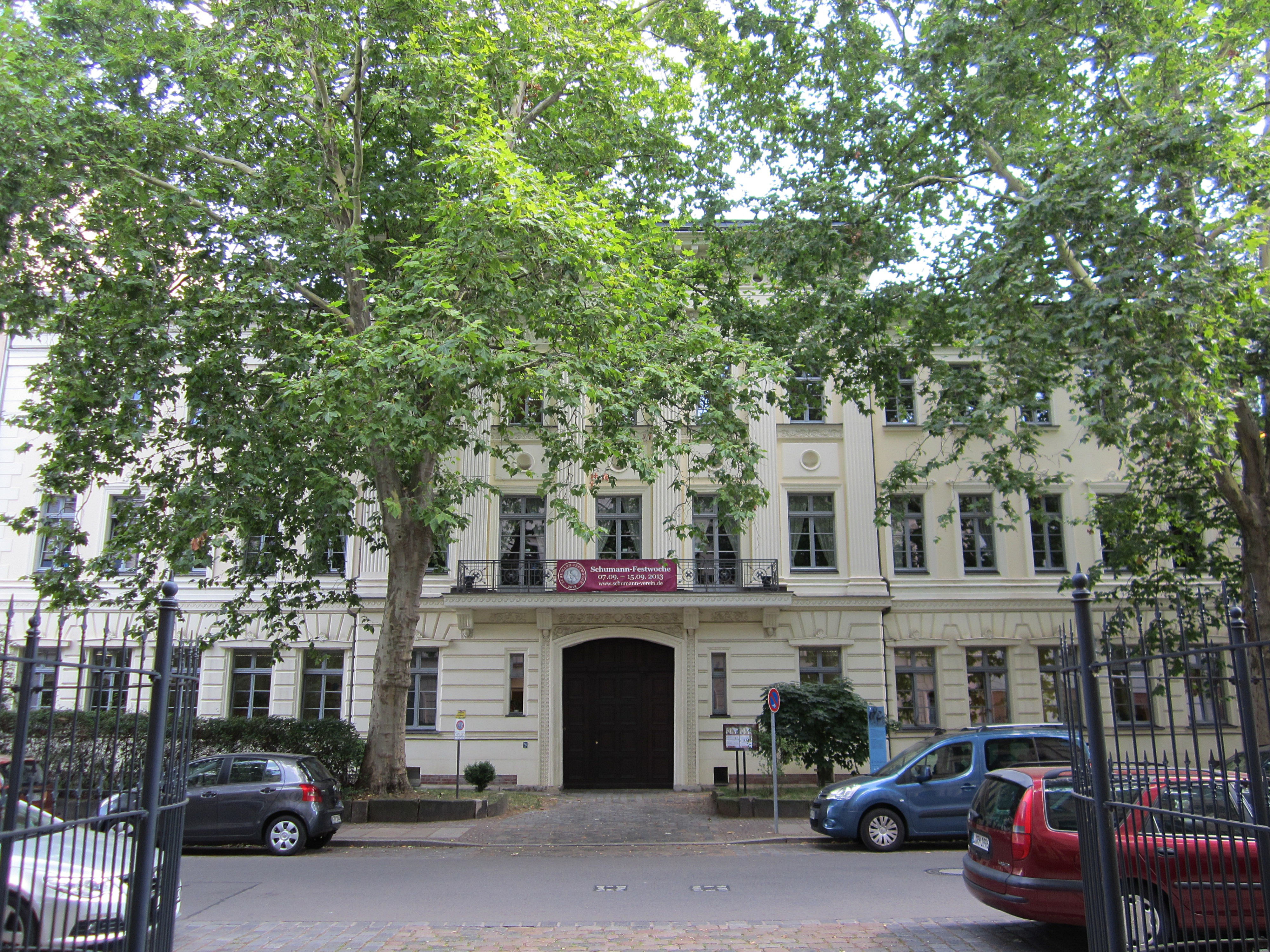
Veduta dell'ingresso principale ed avancorpo (2013)
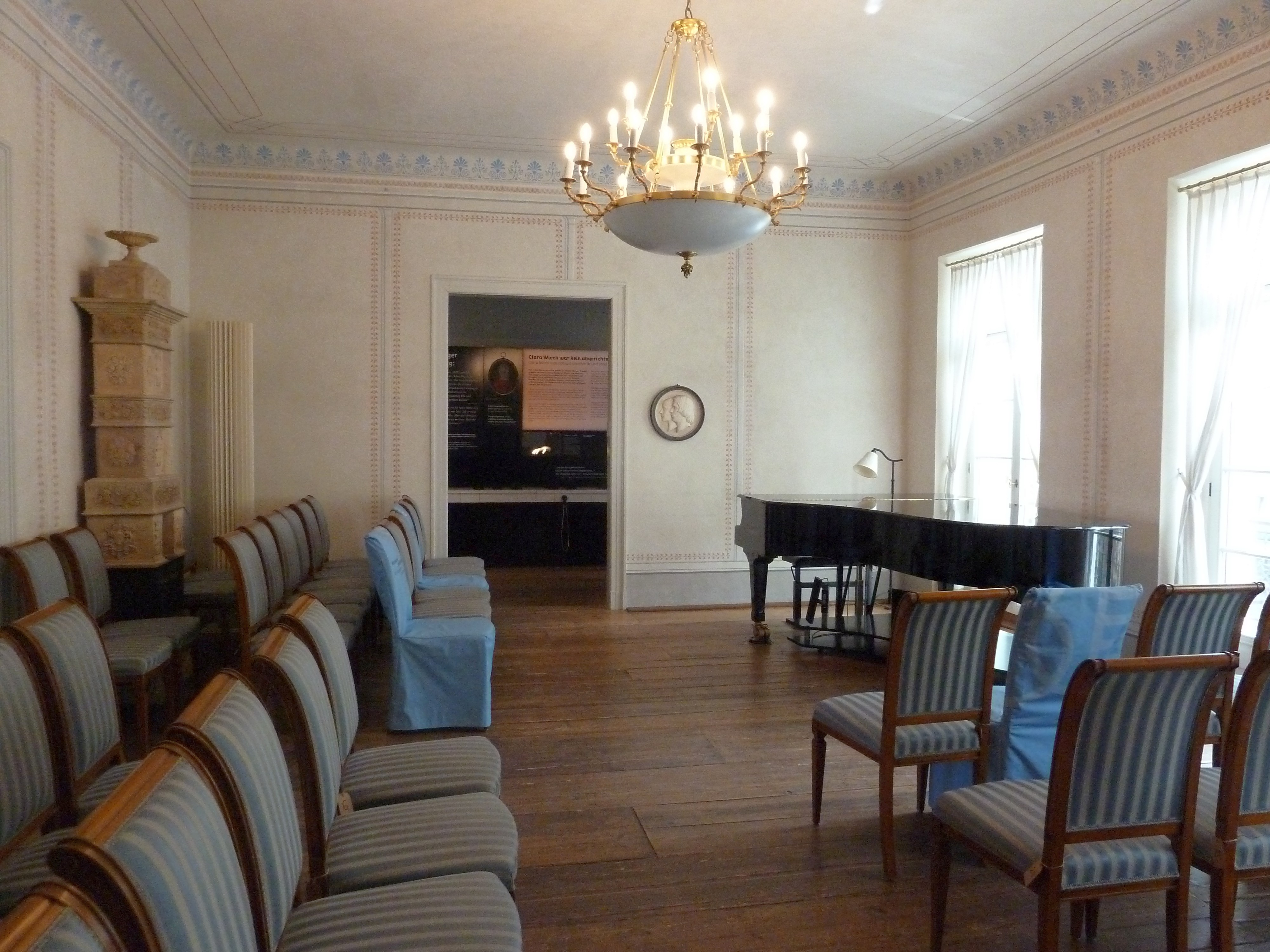
Sala concerti (2021)
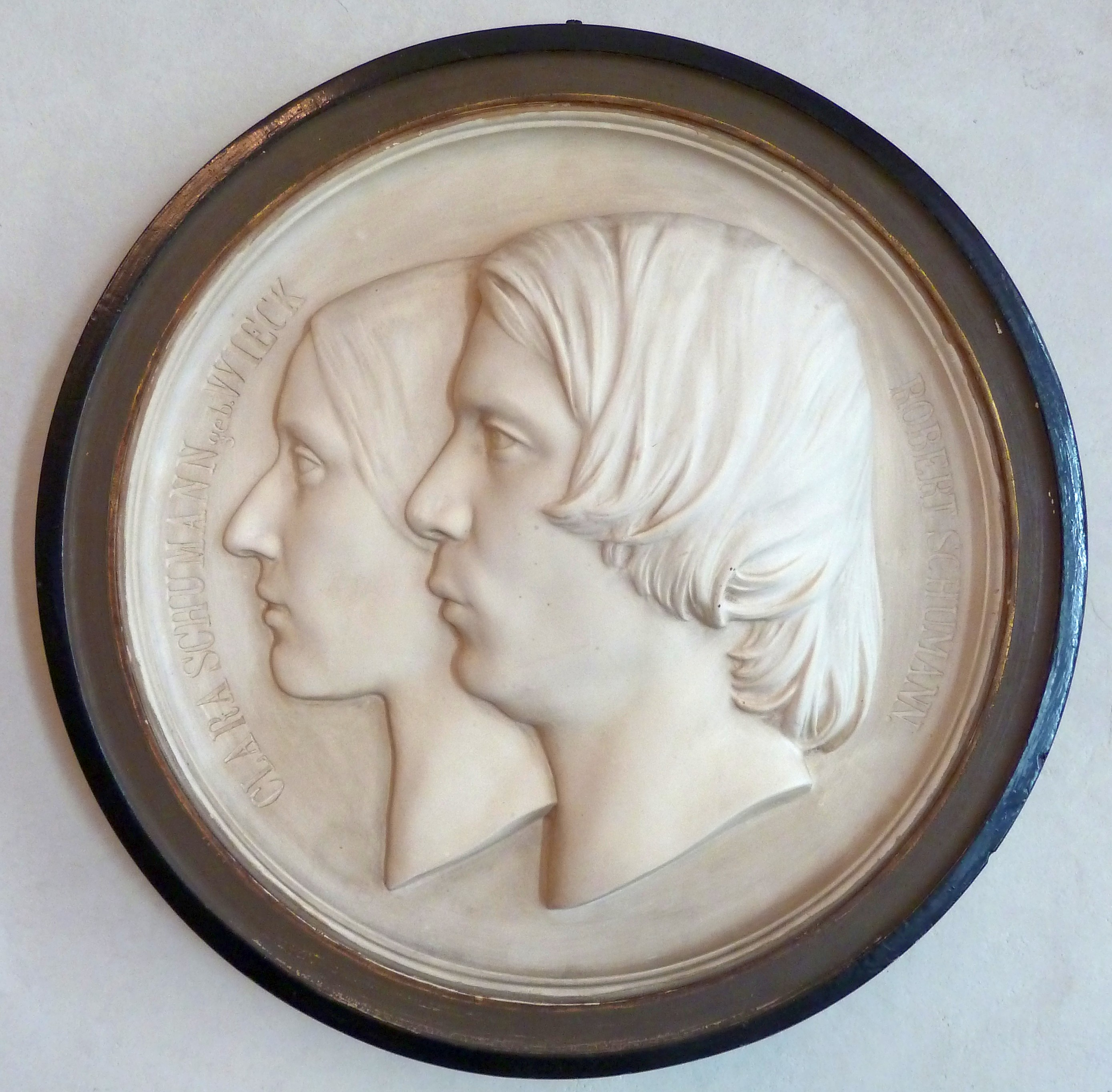
Robert e Clara Schumann